# Wissadula stellata
Wissadula stellata là một loài thực vật có hoa trong họ Cẩm quỳ. Loài này được (Cav.) K. Schum. miêu tả khoa học đầu tiên năm 1891.